# Gradište
Gradište è un comune della Croazia di 3 382 abitanti della Regione di Vukovar e della Sirmia.